# 風間太樹
風間 太樹（かざま ひろき、1991年7月22日 - ）は、日本の映画監督である。山形県南陽市出身。
東北芸術工科大学映像学科卒業。AOI Pro.エンタテインメントコンテンツプロデュース部 所属。

## 来歴
1991年、山形県生まれ。東北芸術工科大学在学中は映画監督の根岸吉太郎、前田哲に学ぶ。
初監督映画「Halcyon days」が山形国際ムービーフェスティバル2013にて観客賞、武林未来賞をダブル受賞。
2014年には冬の山形・庄内を舞台にした冨樫森総監修による短編オムニバス企画で「海鳴り」を監督した。 
卒業後、株式会社AOI Pro.に入社。CM制作部を経て、現在のエンタテインメントコンテンツプロデュース部に配属される。
配属後は監督助手として多数作品に参加し、2017年映画「帝一の國」スピンオフドラマ『帝一の國～学生街の喫茶店～』（フジテレビ）で商業作品デビューを果たす。
同年『東映 presents HKT48×48人の映画監督たち』に参加し、短編映画「屋上のおばけ」を発表。
2018年には映画「恋は雨上がりのように」オリジナルドラマ『恋は雨上がりのように～ポケットの中の願いごと～』（GYAO 東宝）を監督。
2019年5月10日公開の映画『チア男子!!』（原作 朝井リョウ）で長編デビュー。
2020年放送されたドラマ「30歳まで童貞だと魔法使いになれるらしい」ではBLという枠に留まらない人間ドラマとして、日本だけでなく、アジアを始め全世界に配信され好評を博している。
2022年10月から放送されたフジテレビ木曜劇場『silent』（川口春奈・主演）でプライム帯ドラマを初監督。本作品は、TVer再生回数で歴代記録を更新するなど社会現象となった。

## フィルモグラフィー

### 長編映画
- チア男子!!（2019年5月10日）- 監督
- チェリまほ THE MOVIE ～30歳まで童貞だと魔法使いになれるらしい～ （2022年4月8日）- 監督
- バジーノイズ （2024年5月3日）- 監督・脚本
- モブ子の恋（2026年初夏）- 監督

### 短編・中編映画
- Halcyon days（2013年）- 監督・脚本・撮影・編集
- はじまりの後奏曲（2014年）- 監督・脚本
- 海鳴り（2014年）- 監督
- 屋上のおばけ（2017年）- 監督・脚本・編集

### ドラマ
- 帝一の國 ～学生街の喫茶店～（2017年／フジテレビ）- 監督
- 恋は雨上がりのように〜ポケットの中の願いごと〜（2018年／東宝・GYAO）- 監督
- 30歳まで童貞だと魔法使いになれるらしい（2020年／テレビ東京）- 監督
- うきわ －友達以上、不倫未満－（2021年／テレビ東京）- 監督[9]
- 脚本芸人（2022年／フジテレビ）- 監督
- silent（2022年／フジテレビ）- 監督
- 海のはじまり（2024年／フジテレビ）- 監督

### CM
- 日本コカ・コーラ株式会社「ファンタ meets 帝一の國」（映画「帝一の國」コラボCM）- 演出

### MV
- GOMESS「MUKU」（2016年）- 監督・撮影・編集

### その他
- グッドモーニング・コール our campus days （2017年／フジテレビ）- オープニング映像

- キャラクター（2021年）- 脚本協力

## 受賞歴
2020年度
- 第58回ギャラクシー賞 2020年12月度月間賞 / マイベストTV賞 第15回グランプリ / テレビ部門 奨励賞（『30歳まで童貞だと魔法使いになれるらしい』）
- 第106回ザテレビジョンドラマアカデミー賞 最優秀作品賞（『30歳まで童貞だと魔法使いになれるらしい』）[10]

2022年度
- 第77回毎日映画コンクール TSUTAYA DISCAS映画ファン賞・日本映画部門（『チェリまほ THE MOVIE』）[11]
- 第60回ギャラクシー賞 2022年12月度月間賞 / テレビ部門 奨励賞（『silent』）
- 第114回ザテレビジョンドラマアカデミー賞 最優秀監督賞（髙野舞、品田俊介と共に）

（『silent』）
- エランドール賞 特別賞（『silent』）

2023年度
- 第9回 大山勝美賞
- 第39回 ATP賞テレビグランプリ 特別賞
- 東京ドラマアウォード2023 演出賞[13]

## 出演
- 『ボクらの時代』(2022年12月18日、フジテレビ)　-　生方美久、村瀬健との鼎談[14]